# Tammy (1957)
Tammy ist eine US-amerikanische Liebeskomödie von Joseph Pevney aus dem Jahr 1957. Sie beruht auf Cid Ricketts Sumners Roman Tammy Out of Time.

## Handlung
Seit dem Tod ihrer Großmutter lebt die 17-jährige Tammy allein mit ihrem Großvater John Dinwitty auf einem Hausboot in der Wildnis. Sie ist fernab der Städte aufgewachsen, ihr bester Freund ist ihre Ziege Nan. Eines Tages stürzt unweit des Hausbootes ein Kleinflugzeug ab. Tammy und ihr Großvater können den schwerverletzten Piloten bergen. Nach fünf Tagen im Delirium erwacht Peter Brent und Tammy pflegt ihn liebevoll. Beide gehen schwimmen und Tammy, die Zurückhaltung nie gelernt hat, spricht mit Peter offen über die Möglichkeit, dass er ihr alle Liebesdinge beibringen könne, von denen sie keine Ahnung habe. Sie kennt nur die Liebe zu Gott, wie sie in der Bibel beschrieben ist. Von Peter wiederum weiß sie, dass er nicht verheiratet ist und mit seiner Freundin Barbara häufig Streit hat. Dennoch entscheidet sich Peter eines Tages, nach Hause zurückzukehren, wissen seine Eltern doch noch nicht, dass er überlebt hat. Er verspricht, Tammy nie zu vergessen. Die ist untröstlich über seinen Abschied.
Wochen vergehen, ohne dass Tammy von Peter gehört hat. Eines Tages teilt ihr Großvater ihr mit, dass er wegen Schwarzbrennerei verhaftet wurde. Sie soll zu Peter gehen, haben beide doch einst ausgemacht, dass Tammy bei ihm wohnen darf, wenn Großvater etwas zustößt. Tammy und Nan begeben sich zu Peters Haus, das sich als prachtvolles Anwesen entpuppt. Tammy schläft vor dem Eingang ein, weil im Inneren gerade ein Tanz geprobt wird. Aus den müden Worten Tammys schlussfolgert Peter, dass John Dinwitty verstorben ist. Am nächsten Tag sind seine Eltern entsetzt, als sie hören, dass Großvater stattdessen im Gefängnis ist. Nur Tante Renie, eine unkonventionelle Malerin, ist hocherfreut über Tammys ungezwungene Art.
Tammy lernt in den nächsten Tagen viel neues, erfährt, dass Wasser auch aus der Wand kommen kann und dass man bestimmte Dinge einfach nicht sagen sollte. Peters Mutter Deena geht am Ende so weit, Tammy zu raten, den Mund nur noch selten zu öffnen. Vor allem die bevorstehende Pilgrimage-Woche, bei der alle Hausbewohner für Touristen in Kleider aus der Zeit der ersten Pilger schlüpfen und ihnen das Haus zeigen, beunruhigt Deena, die glaubt, dass Tammys Art ein schlechtes Bild auf die Familie werfen könnte. Ihre Naivität bringt Tammy am Ende so weit, dass sie sich von Peters bestem Freund Ernie ausführen lässt, obwohl der keine guten Absichten hat. Es ist Peter, der sich rechtzeitig einfindet. Er fährt mit ihr in die Stadt, wo Tammy über die Menschenmassen und die Schaufenster staunt. Dennoch macht ihr ihre unerwiderte Liebe zu Peter immer mehr zu schaffen, zumal er an seiner Beziehung zu Barbara festhält. Diese hat jedoch kein tieferes Verständnis für ihn und kann auch seine farmerischen Bemühungen nicht verstehen: Peter versucht, eine wetterresistente Tomatenpflanze zu züchten, die zudem früher als herkömmliche Pflanzen Früchte tragen soll. Barbara wiederum will, dass Peter einen Job bei ihrem Vater annimmt.
Auf der Pilgrimage-Woche bringt Tante Renie Tammy dazu, ein Kleid ihrer Großmutter zu tragen, die einst zu Fuß auf der Farm erschien und den Herrn des Hauses verzückte. Peter ist von Tammys Erscheinung angetan, auch wenn Barbara sich mit ihrem Kleid in den Vordergrund drängt. Vor den Touristen verzaubert Tammy mit ihrer Geschichte des Kleides und ihrer Ankunft auf der Farm vor vielen Jahren. Sie kann so selbst Deena von sich überzeugen. In der Nacht beginnt es zu hageln und zu regnen. Vergeblich versuchen Peter und Tammy, die Tomatenpflanzen zu retten. Peter gibt auf und nimmt die Arbeit bei Barbaras Vater an. Tammy ist enttäuscht und geht zurück auf ihr Hausboot, was Peter erst am nächsten Morgen erfährt. Nun erkennt er, dass er Tammy liebt, zumal Barbara nicht kompromissfähig ist. Er holt John Dinwitty aus dem Gefängnis und begibt sich zu Tammy. Sie ist glücklich, ihn zu sehen, und darf ihn nun endlich, nach vielen vergeblichen Versuchen, küssen.

## Produktion
Tammy wurde von April bis Juni 1956 in Louisiana und Mississippi gedreht. Die Kostüme schuf Bill Thomas, die Filmbauten stammen von Bill Newberry und Richard H. Riedel. Der Film erlebte am 4. Juni 1957 in New Orleans seine Premiere und lief am 23. Mai 1958 auch in den bundesdeutschen Kinos an.
Tammys Erfolg führte zu mehreren Fortsetzungen: Tammy Tell Me True (1961), Tammy and the Doctor (1963) und Tammy and the Millionaire (1967). Zudem entstand die Fernsehserie Tammy, das Mädchen vom Hausboot, die von 1965 bis 1966 auf ABC Network lief und ab 1967 auch im bundesdeutschen Fernsehen gezeigt wurde.

## Kritik
Für den film-dienst war Tammy eine „Mischung aus zarter Liebesgeschichte und gefühlsbetonter Komödie, weitgehend originell inszeniert und gespielt“.

## Auszeichnungen
Im Jahr 1958 wurde das von Ray Evans und Jay Livingston geschriebene Titellied des Films, Tammy, für einen Oscar in der Kategorie Bester Song nominiert.